# 食品栄養学科
食品栄養学科（しょくひんえいようかがくか）は、食品栄養学、食品科学と栄養学を学び食品と栄養に関する分野を教育研究する、大学の学科のひとつ。大学によっては食品栄養科学科とも称される。

## 食品栄養学科を置く大学・学部

### 日本
- 宮城学院女子大学生活科学部
- ノートルダム清心女子大学人間生活科学部
- 龍谷大学農学部
- 近畿大学農学部
- 摂南大学農学部

### 韓国
- 安東大学校
- 龍仁大学校
- 木浦大学校
- 啓明大学校
- 翰林大学校
- 明知大学校
- 昌原大学校
- 東義大学校
- 嘉泉大学校
- 大邱大学校
- 新羅大学校
- 慶尚国立大学校
- 順天郷大学校
- 高神大学校
- 水原大学校
- 光州大学校
- 西原大学校
- 乙支大学校
- 誠信女子大学校
- 尚志大学校
- ソウル女子大学校
- 安養大学校
- 中部大学校
- 群山大学校
- 国民大学校
- 中央大学校
- 同徳女子大学校
- 忠北大学校
- 忠南大学校
- 全北大学校
- 湖西大学校
- 梨花女子大学校
- 慶熙大学校
- 淑明女子大学校
- 朝鮮大学校 (韓国)
- 釜慶大学校
- 韓国交通大学校
- 大邱カトリック大学校
- 延世大学校
- 高麗大学校
- ソウル大学校

## 食品栄養科学科を置く大学・学部

### 日本
- 中部大学応用生物学部 (管理栄養科学専攻/食品栄養科学)
- 大阪市立大学生活科学部